# Brian Herzlinger

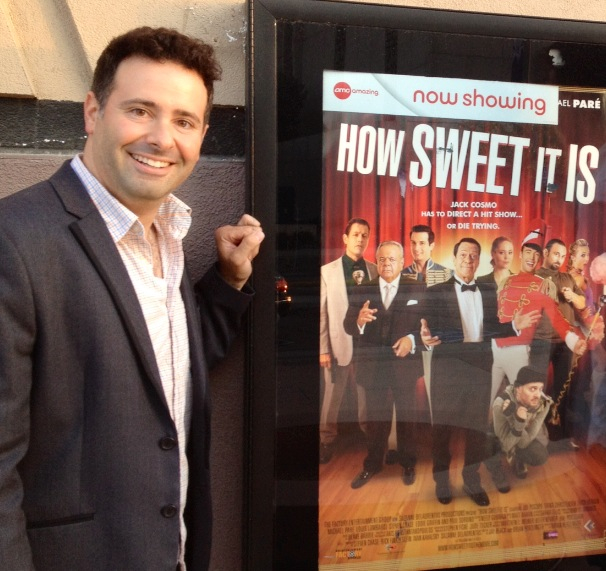
Imagem de Brian Herlinger.

Brian Scott Herzlinger (Brooklyn, Nova York, 19 de Fevereiro de 1976) é um cineasta americano. Em 2004, assinou com os seus amigos Jon Gunn e Brett Winn o filme O Meu Encontro com Drew.